# 石巻南浜津波復興祈念公園
石巻南浜津波復興祈念公園（いしのまきみなみはまつなみふっこうきねんこうえん）は、宮城県石巻市沿岸部の南浜地区にある公園である。面積は38万8000平方メートル。東日本大震災による津波で壊滅した住宅街跡地に、犠牲者の追悼や復興祈念を目的に造られた。

## 概要
石巻南浜津波復興祈念公園は国と県が14億円を投入して整備され、東日本大震災の津波や津波火災の延焼により394名もの人命が失われ、今も148人が行方不明になっているなど、甚大な被害を受けた石巻市南浜地区に立地する。震災被害が特に大きかった岩手県、宮城県、福島県にそれぞれ設置される「国が関与する祈念公園」の一つである。
公園の中央部には唯一の建物として国営展示施設であるみやぎ東日本大震災津波伝承館が併設されている（新型コロナウイルス感染症流行により公園開所後、開館は見合わせされていたが、2021年6月6日に満を持して開館した）。ここでは被災者の声や語り部の活動を紹介する県の展示ゾーンを中心に据える。
また、施設内にはかつての街割の主要道路（濡仏線）を活用した園路など震災前の趣が感じられるような工夫がなされている。

## 沿革
- 2011年（平成23年）12月 - 石巻市の復興計画に「復興のシンボルとなる公園整備」を企画[3]。
- 2012年（平成24年）
  - 3月 - 国土交通省が「震災復興祈念公園の基本的あり方」を整理[3]。
- 2013年（平成25年）
  - 6月 - 南浜地区の復興祈念公園整備を求める要望書が省庁に提出[3]。
- 2014年（平成26年）10月 - 国営追悼・祈念施設の設置に関する閣議決定[3]。
- 2015年（平成27年）
  - 3月 - 復興祈念公園を考える市民フォーラムが開催[3]。
  - 5月 - 計画案に対する意見が募集される[3]。
  - 8月 - 基本計画の策定[3]。
- 2016年（平成28年）
  - 5月 - 市民説明会開催[3]。
  - 6月 - 市民活動拠点活動開始[3]。
- 2017年（平成29年）3月 - 起工式[3]。
- 2021年（令和3年）
  - 3月11日 - 慰霊碑の除幕式行われる[6]。
  - 3月20日 - 2020年東京オリンピックの聖火が宮城県東松島市にある航空自衛隊松島基地から到着[7]。
  - 3月28日 - 開園式典は中止になるも、公園が開園。
  - 4月11日 - 「がんばろう！石巻」看板が2代目（東北歴史博物館にて保管予定）から新しく3代目に変わる[8]。

## 施設

### 国営エリア
- 市民活動拠点
  - 「がんばろう！石巻」看板[9]
  - 南浜つなぐ館[9]

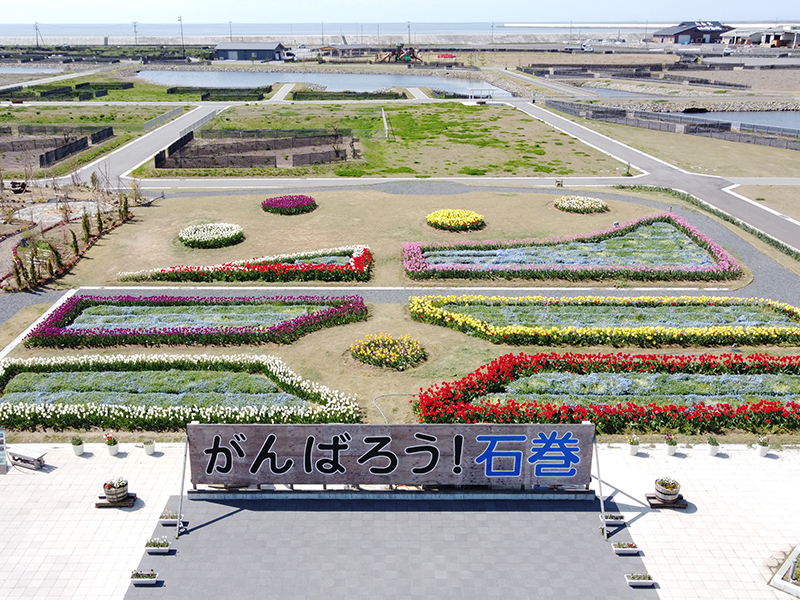
「がんばろう！石巻」看板（3代目）

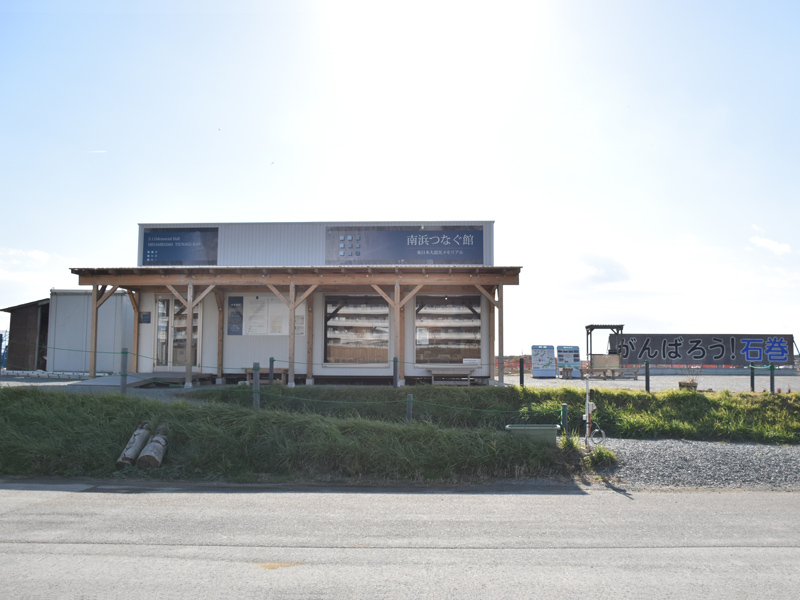
南浜つなぐ館

- 追悼の広場・祈りの場：8000 m2[10][11]
- みやぎ東日本大震災津波伝承館：全面ガラス張りで直径40 mの円形施設[10][12][13]。

### 県営エリア

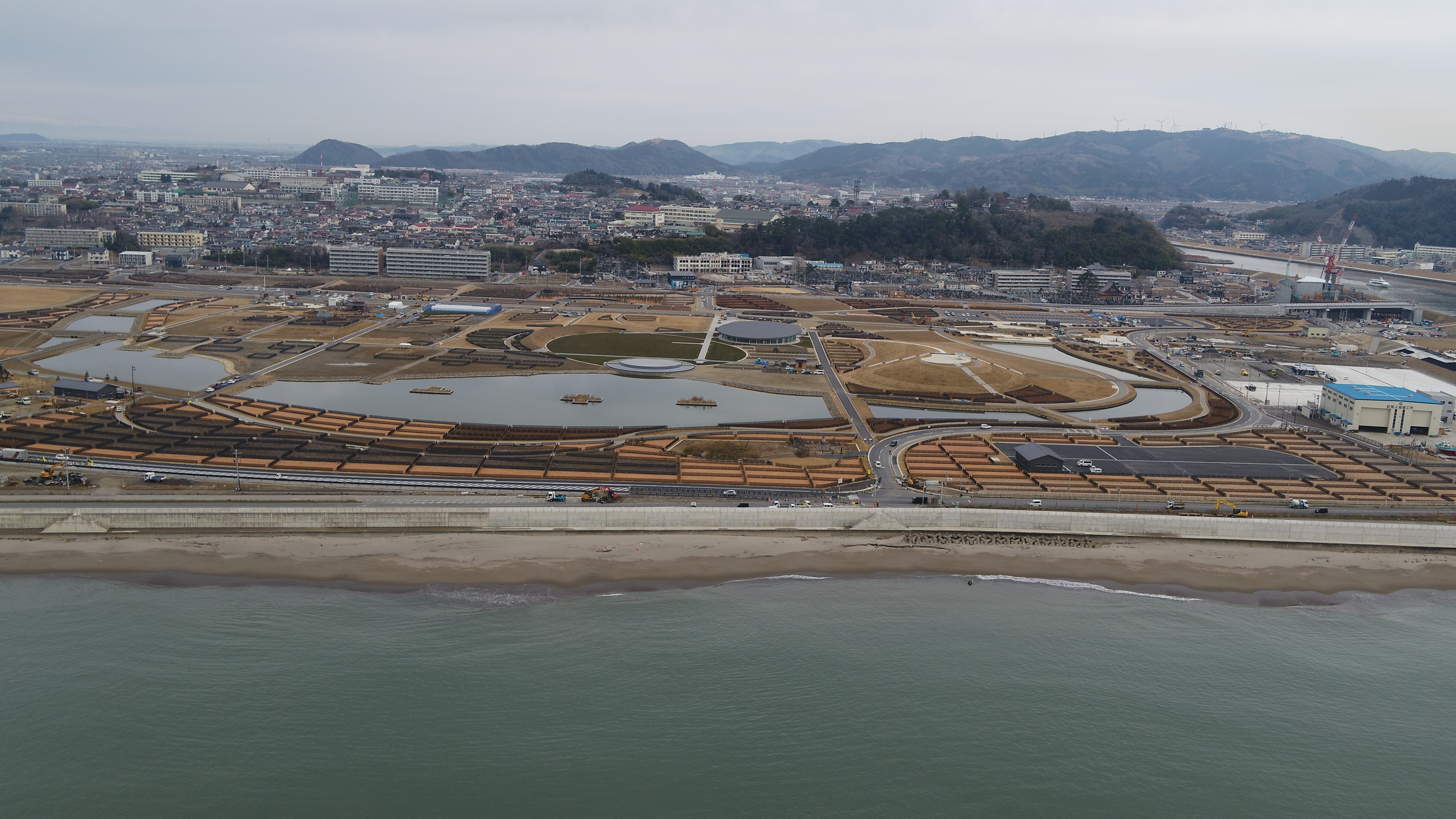
雲雀野松原・一丁目松原と善海田池

- 濡れ仏[9][11]
- 善海田池[11]
- 雲雀野松原[11]
- 一丁目の丘（築山）：公園全体を見渡せる[9][14]。

### 市営エリア

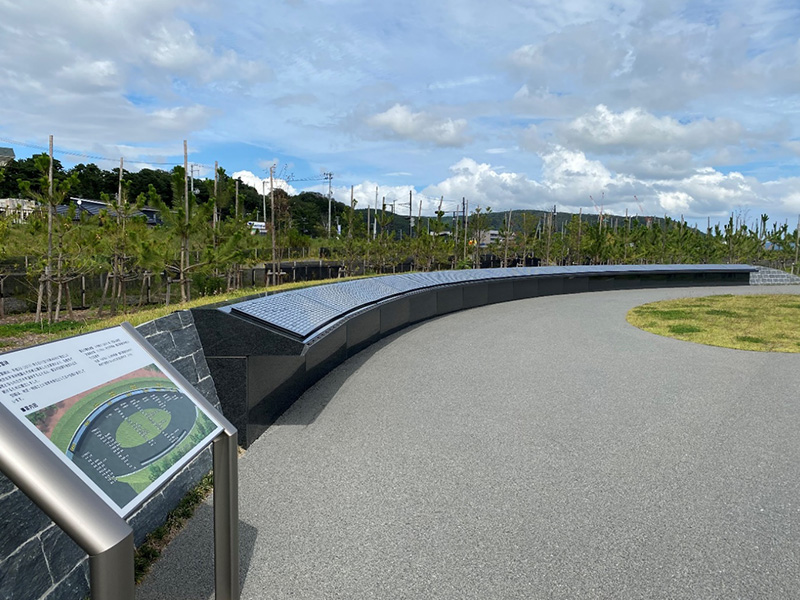
慰霊碑全景

- 慰霊碑（黒御影石製）：長さ34 m、高さ1 mのつくりで震災で犠牲となった3694人の名前が刻まれている[15]。
- 雲雀野広場（多目的広場）：遊具などが配置[9]。
- 一丁目松原[9]

## 利用案内

### 開園時間
- 石巻南浜津波復興祈念公園
  - 4月から9月：9時から18時[16]。
  - 10月から3月：9時から17時[16]。
- みやぎ東日本大震災津波伝承館：9時から17時（ただし、最終入館時間は16:30まで）。

### 定休日
- 石巻南浜津波復興祈念公園：年中無休[16]。
- みやぎ東日本大地震津波伝承館：基本的に毎週月曜日、祝日の翌日、年末年始（12月29日から1月4日まで）のみ（ただし、毎月11日は曜日・祝日に関わらず開館）[16]。

### 施設利用料
全て無料。

## 理念と方針

### 理念
東日本大震災の犠牲者に対する追悼・鎮魂とともに、石巻の街と震災の記憶を伝え、生命が営まれる「杜」をつくり、人々の「絆をつむぐ」ことを基本理念とする。

### 方針
東日本大震災の犠牲者への追悼と鎮魂の場を構築し、被害状況とその教訓を次世代に伝え、復興の象徴の場としてメッセージを国内外に発信、様々な主体の参画・協働の場を提供、来訪者の安全を確保することを基本方針とする。

## 空間構成
公園は南浜地区の地域性とその歴史に考慮されて成り立っており、「浜と自然との係り」「街の記憶」「追悼と伝承の祈念公園」をモットーとしている。浜は住宅地になる前のかつての自然を、街は震災が起こる前のかつての繁栄を、祈念公園は震災で亡くなった人への祈りや復興にむけての意思を表している。

## 公園内の植生
雲雀野海岸側から日和山側へ順に記載する。
- クロマツ樹林
- 湿性林・湿性草原
- サクラ並木、ヤナギ並木
- 野草地
- 落葉広葉樹林

## アクセス
- 三陸沿岸道路
  - 石巻港ICから約15分[16]。
  - 石巻河南ICから約15分[16]。
- JR仙石線
  - 石巻駅から車で約10分、自転車で約15分、徒歩で約30分[16]。
  - 石巻駅前からミヤコーバス山下門脇線で門脇四丁目バス停下車、徒歩12分[19]。
  - 陸前山下駅から車で約10分、徒歩で約35分。

## 付近
- 石巻市立門脇小学校
- 日和大橋
- 網地島ライン門脇乗り場
- 日和山公園
- MEET門脇